# Concentratiegraad
De concentratiegraad is een maatstaf voor de mate van concurrentie in een sector. De n-de concentratiegraad wordt gedefinieerd als het marktaandeel van de grootste n ondernemingen in een sector. De mate van concurrentie wordt dan gedefinieerd als 1/concentratiegraad.
Bijvoorbeeld: we hebben een sector waarvoor geldt:
- Bedrijf A: marktaandeel van 40%
- Bedrijf B: marktaandeel van 30%
- Bedrijf C: marktaandeel van 20%
- Bedrijf D: marktaandeel van 10%

Dan geldt:
- 1-ste concentratiegraad = 40%              1-ste mate van concurrentie = 1/40% = 100/40 = 2,5
- 2-de concentratiegraad = 40% + 30% = 70%   2-de mate van concurrentie  = 1/70% = 1,43
- 3-de concentratiegraad = 90%               3-de mate van concurrentie  = 1,11
- 4-de concentratiegraad = 100%              4-de mate van concurrentie  = 1
- n-de concentratiegraad = 100%              n-de mate van concurrentie  = 1  (n>4)

Er gelden een aantal wetmatigheden:
Voor zuivere concurrentie geldt:
- n = ∞
- n-de concentratiegraad = 0
- n-de mate van concurrentie = ∞

Voor een monopolie geldt:
- n = 1
- n-de concentratiegraad = 1 (=100%)
- n-de mate van concurrentie = 1

Voor een zuiver duopolie geldt:
- marktaandeel A en B = 50%
- n = 2
- 1-ste concentratiegraad = 50%
- 1-ste mate van concurrentie = 2
- n-de concentratiegraad = 1 (n>1)
- n-de mate van concurrentie  = 1 (n>1)

Voor een zuivere oligopolie geldt:
- marktaandeel van ieder bedrijf = 1/m
- n = m
- i-de concentratiegraad= i/m (i<m of i=m)
- i-de mate van concurrentie = m/i (i<m of i=m)
- i-de concentratiegraad = 1 (i>m of i=m)
- i-de mate van concurrentie = 1 (i>m of i=m)

Verder geldt:
Als er m bedrijven zijn:
- n-de concentratiegraad = m-de concentratiegraad (m>n en m=n)
- n-de mate van concurrentie = m-de mate van concurrentie (m>n en m=n)